# Maj 2005

## 3 maja2005
- Peruwiańska komisja parlamentarna oskarżyła prezydenta Alejandro Toledo o sfałszowanie podpisów poparcia pod listą wyborczą[1].

## 4 maja2005
- Komisja Odpowiedzialności Konstytucyjnej poparła wniosek o postawienie byłego ministra skarbu Emila Wąsacza przed Trybunałem Stanu.

## 5 maja2005
- Polski sejm mimo mobilizacji całej opozycji odrzucił głosami lewicy wnioski LPR, PiS i PO o samorozwiązanie parlamentu. Uchwały poparte były odpowiednio przez 253, 253 i 255 posłów, przy wymaganym minimum 307 głosów. Rzeczpospolita
- W wyborach parlamentarnych w Wielkiej Brytanii zwyciężyła rządząca od 1997 Partia Pracy. Po podliczeniu głosów z 644 okręgów Laburzyści zdobyli bezwzględną większość – 355 madatów (tracąc 47), Konserwatyści 197 a Liberalni Demokraci 62. (Wikinews)

## 6 maja2005
- Prezydent Polski Aleksander Kwaśniewski odrzucił dymisję premiera Marka Belki i jego rządu. (Wikinews)
- Tony Blair powołał nowy rząd Wielkiej Brytanii.

## 7 maja2005
- Papież Benedykt XVI odbył ingres do swojej katedry – bazyliki laterańskiej.

## 9 maja2005
- W Moskwie odbyła się parada wojskowa z okazji 60. rocznicy zakończenia II wojny światowej. Udział w uroczystościach prezydenta Kwaśniewskiego i innych przywódców z Europy Środkowej stał się obiektem gorącej debaty w wielu krajach.

## 11 maja2005
- Trybunał Konstytucyjny uznał Traktat akcesyjny za zgodny z Konstytucją. Jednocześnie Trybunał stwierdził, że „normy prawa wspólnotowego nie mogą nigdy znosić norm konstytucji RP, gdyby doszło do nieusuwalnej sprzeczności między tymi regulacjami”. Wnioski o zbadanie traktatu złożyli posłowie LPR (Marek Kotlinowski), PP (Jan Łopuszański) i RKN (Antoni Macierewicz).
- Parlamenty Austrii i Słowacji ratyfikowały Traktat ustanawiający Konstytucję dla Europy.

## 12 maja2005
- Ministerstwo Sprawiedliwości Białorusi unieważniło zjazd Związku Polaków na Białorusi, który odbył się w marcu 2005 i wybrał nowe władze pod przewodnictwem Andżeliki Borys. Skargę złożył odsunięty od władzy poprzedni prezes Tadeusz Kruczkowski.

## 13 maja2005
- Papież Benedykt XVI zezwolił na natychmiastowe rozpoczęcie procesu beatyfikacyjnego Jana Pawła II z pominięciem pięcioletniego okresu oczekiwania od śmierci kandydata, jaki jest wymagany przez prawo kanoniczne.
- W zamieszkach w mieście Andiżan we wschodnim Uzbekistanie zginęło kilkuset demonstrantów i kilku funkcjonariuszy służb bezpieczeństwa. Rozruchy w Andiżanie zaczęły się od ataku na więzienie w nocy z czwartku na piątek. Uciekło z niego około 3 tys. skazańców, z których część była więziona za opozycyjne poglądy polityczne, w tym radykalnie islamistyczne.

## 14 maja2005
- W Andiżanie doszło do kolejnych demonstracji, jednak nie tak licznych jak poprzedniego dnia. Władze Uzbekistanu poleciły wszystkim zagranicznym dziennikarzom opuszczenie miasta.
- Odbyły się wybory do Zgromadzenia Narodowego Republiki Chińskiej (Tajwanu). Wygrała je koalicja ugrupowań opowiadających się raczej za ogłoszeniem niepodległości Tajwanu niż zjednoczeniem Chin.
- Zebrana w Grodnie Rada Naczelna Związku Polaków na Białorusi oskarżyła władze Białoruskie o próbę przejęcia kontroli nad organizacją za pomocą odsuniętych na marcowym zjeździe starych władz Związku. Zjazd został unieważniony przez Ministerstwo Sprawiedliwości 12 maja.

## 16 maja2005
- W Warszawie rozpoczął się pod przewodnictwem Polski szczyt Rady Europy. Biorą w nim udział przedstawiciele 46 państw. Są wśród nich między innymi Wiktor Juszczenko, Recep Tayyip Erdoğan i Tarja Halonen.
- Sejmowa Komisja Śledcza mająca zbadać nieścisłości przy zatrzymaniu Andrzeja Modrzejewskiego wezwała na świadka Jolantę Kwaśniewską.

## 17 maja2005
- Przyjęciem Deklaracji Warszawskiej zakończył się szczyt Rady Europy. Zamknięcie z powodu obrad niektórych ulic spowodowało kłopoty komunikacyjne i utrudnienia w życiu mieszkańców Warszawy.
- Rozpoczął się proces mężczyzny, który jako jedyny z napastników miał przeżyć atak na szkołę w Biesłanie we wrześniu 2004. Proces toczy się w stolicy Północnej Osetii, Władykaukazie.
- Władze Białorusi wydaliły z kraju radcę ambasady Polski, Marka Bućkę, odpowiedzialnego między innymi za kontakty z białoruskimi organizacjami społecznymi. Ma to związek z protestem polskiego MSZ przeciw unieważnieniu przez władze białoruskie 12 maja zjazdu Związku Polaków na Białorusi.

## 18 maja2005
- Prezydent, Aleksander Kwaśniewski i marszałek sejmu, Włodzimierz Cimoszewicz, ogłosili, że wybory parlamentarne odbędą się 25 września, a pierwsza tura wyborów prezydenckich – 9 października.
- Polska uroczyście obchodziła urodziny zmarłego przed sześcioma tygodniami Jana Pawła II, który skończyłby 85 lat.
- Polskie MSZ zdecydowało o wydaleniu z Polski radcy ambasady Białorusi i przygotowało listę białoruskich urzędników, których wjazd na teren Polski zostanie zakazany. Ma to związek z analogiczną decyzją władz Białorusi poprzedniego dnia.

## 20 maja2005
- Miasto Etoumbi w Kongu zostało poddane kwarantannie po śmierci 8 osób w wyniku zarażenia wirusem Ebola[2].

## 21 maja2005
- Wiceprzewodnicząca Platformy Obywatelskiej Zyta Gilowska opuściła ugrupowanie. Swoją decyzję uzasadniła niesłusznymi, jej zdaniem, oskarżeniami o nepotyzm.
- Do dymisji podało się kierownictwo SLD

## 22 maja2005
- Rządząca w najludniejszym landzie Niemiec – Nadrenii Północnej-Westfalii koalicja SPD-Zieloni przegrała wybory do lokalnego parlamentu. Zwyciężyła chadecka CDU, otrzymując 44,8% głosów (poprzednio 37%), która stworzy koalicję z liberalną FDP (6,2% poparcia, poprzednio 9,8%). SPD zdobyła 37,1% głosów (spadek o 5,7 pkt proc.), a Zieloni 6,2% (0,9% pkt proc. mniej niż w poprzednich wyborach). Oznacza to koniec 37-letnich rządów socjaldemokratów w tym landzie. Natomiast jeszcze przed ogłoszeniem oficjalnych wyników kanclerz Gerhard Schröder ogłosił chęć skrócenia obecnej kadencji Bundestagu o rok.

## 23 maja2005
- Minister Spraw Wewnętrznych i Administracji Ryszard Kalisz podał się do dymisji po publikacjach Gazety Wyborczej o korupcji w Komendzie Głównej Policji. Wcześniej na jaw wyszły liczne nieprawidłowości w policji, jak wyciek tajnych informacji w Poznaniu czy zniknięcie narkotyków z policyjnego magazynu w Łodzi.

## 24 maja2005
- Były przewodniczący niemieckiej SPD Oskar Lafontaine wystąpił z partii protestując przeciwko wprowadzonej przez rząd Gerharda Schrödera reformie rynku pracy.

## 25 maja2005
- Wiceminister spraw wewnętrznych, Andrzej Brachmański, odpowiedzialny za kontrolę nad służbami mundurowymi, został odwołany przez premiera Marka Belkę. Po odwołaniu zastępcy bezpośredni nadzór nad policją przejął Ryszard Kalisz, którego dymisji premier nie przyjął. Brachmański zarzucił szefowi rządu działania pozorne, mające na celu jedynie wyciszenie afery. Wcześniej Prokuratura Okręgowa potwierdziła prowadzenie śledztwa w sprawie nieprawidłowości w KGP, choć nie w aspekcie opisywanym przez Gazetę Wyborczą.
- Władze NASA ogłosiły, że sonda kosmiczna Voyager 1 dotarła w okolice granicy Układu Słonecznego. Według inżynierów NASA sonda będzie w stanie badać przestrzeń międzygwiazdową i przesyłać informacje na Ziemię do roku 2020. (Wikinews)

## 26 maja2005
- W Egipcie w referendum na temat nowelizacji konstytucji 83% głosujących przy 54% frekwencji poparło zmiany umożliwiające start wielu kandydatów w wyborach prezydenckich w tym kraju. Wcześniej sześć ugrupowań opozycyjnych wezwało do bojkotu referendum[3].

## 27 maja2005
- Niemiecki Bundesrat ratyfikował traktat ustanawiający Konstytucję dla Europy. Dwa tygodnie wcześniej uczynił to Bundestag.
- W Łodzi doszło do katastrofy budowlanej, w której zginęły dwie osoby, a pięć doznało obrażeń. Byli to głównie pracownicy biura PZU. Prokuratura postawiła zarzuty operatorowi koparki, który podczas prac remontowych uszkodził konstrukcję budynku.

## 29 maja2005
- Referendum w Sprawie Konstytycji UE we Francji: Francuzi sprzeciwili się Traktatowi Ustanawiającemu Konstytucję dla Europy. Za odrzuceniem projektu opowiedziało się 54,87% głosujących. Za było 45,13% głosujących. Referendum odbyło się przy wyjątkowo wysokiej frekwencji, która wyniosła aż 69,9%.[4]
- Nowym przewodniczącym SLD został dotychczasowy minister rolnictwa – Wojciech Olejniczak. Olejniczaka poparło 267 delegatów Konwencji Krajowej Sojuszu, przy 147 głosach oddanych na jedynego kontrkandydata, dotychczasowego sekretarza generalnego SLD, Marka Dyducha. Nowy szef Sojuszu ogłosił, że opuści rząd, aby móc skoncentrować się na odbudowie partii. Nowym sekretarzem generalnym został Grzegorz Napieralski, który był jedynym kandydatem na to stanowisko. Obaj zwycięzcy mają po 31 lat.

## 30 maja2005
- Są już pierwsze ofiary śmiertelne nawałnicy jaka przeszła dzisiaj wieczorem przez Śląsk. Młody chłopak i dziewczyna zostali przygnieceni przez przewracające się drzewo. Ludzie są zgodni, że podobnego kataklizmu jaki przeszedł przez ten region nie było od wielu lat.[5]
- Wojciech Olejniczak, nowy przewodniczący SLD, zapowiedział możliwość współpracy z SdPl. Liderzy obu partii mają spotkać się jeszcze w tym samym tygodniu.

## 31 maja2005
- Został wydany wyrok w sprawie rosyjskiego koncernu naftowego Jukos. Jego prezes Michaił Chodorkowski i Płaton Lebediew zostali skazani na karę 9 lat w obozie pracy. Na pięć lat został skazany trzeci z oskarżonych – Andriej Krajnow. Odczytywanie wyroku w tym najgłośniejszym procesie w najnowszej historii Rosji zajęło sądowi 12 dni. Oskarżeni zostali uznani za winnych sześciu zarzucanych im czynów, m.in. niepłacenia podatków, prania brudnych pieniędzy i współdziałania ze światem przestępczym[6].
- Dominique de Villepin objął stanowisko premiera Francji; poprzedni rząd Jeana-Pierre’a Raffarina podał się do dymisji po tym jak Francuzi powiedzieli „nie” w referendum w sprawie europejskiego traktatu konstytucyjnego.
- Lew Rywin za zgodą Sądu Apelacyjnego opuścił więzienie przy ul. Rakowieckiej w Warszawie. Sędzia Jan Krośnicki zadecydował, że Sąd Okręgowy ma ponownie zbadać wniosek obrony o odroczenie wykonania kary z powodu złego stanu zdrowia skazanego. Do czasu prawomocnego zakończenia tej procedury Lew Rywin będzie przebywał na wolności. Jednocześnie nie ogłoszono jak długo potrwa przerwa w odbyciu kary.